# Universidade La Trobe
A Universidade La Trobe (em inglês: La Trobe University) é uma universidade localizada em Vitória, Austrália. Foi fundada em 1967.